# АМИ Стадион
АМИ Стадион (енгл. AMI Stadium) је стадион у Крајстчерчу, на Новом Зеланду и дом је најславнијег рагби тима на Свету, Крусејдерса. Ами Стадион се у прошлости звао Ланкастер Парк, па Џејд Стадион. Стадион је претрпео велику материјалну штету у земљотресу 2011. Поред рагбија 15, овај стадион служи и за рагби 13, крикет, фудбал, атлетику... Капацитет стадиона је 38 628. Ланкастер Парк је отворен још 1881, а прва спортска приредба на њему била је утакмица у крикету. Поред Крусејдерса, који играју у најјачој лиги на Свету, на овом стадиону мечеве као домаћин игра и Кантербери рагби, који игра у ИТМ купу. АМИ Стадион је био један од рагби стадиона на коме су се играле утакмице светског првенства у рагбију 2011..